# Maureen Manley
Pour les articles homonymes, voir Manley.
Maureen Manley, née en 1965 à Thousand Oaks, est une coureuse cycliste américaine.

## Palmarès sur route
- 1988
  - Redlands Bicycle Classic
- 1990
  - 8e étape du Postgiro
  - 2e du championnat du monde par équipes
- 1991
  - 2e du championnat des États-Unis sur route
  - 2e de Canadian Tire Classic
  - 3e du championnat des États-Unis du contre-la-montre
  - 3e de GP Hull
  - 20e de la course en ligne aux championnats du monde